# Hopiové
Hopi jsou původní obyvatelé jihozápadu USA, řazení mezi Pueblany. Podle sčítání z roku 2011 se k etniku hlásí 18 327 osob. Jejich rezervace se nachází v severní části státu Arizona na stolových pískovcových horách zvaných mesa, obklopená ze všech stran územím Navahů (do roku 1974 tvořily obě rezervace jeden správní celek). Žijí ve dvanácti vesnicích, které se nacházejí ve čtyřech oblastech: První Mesa, Druhá Mesa, Třetí Mesa a Moencopi. Hlavním městem je Oraibi. Hopijština patří mezi juto-aztécké jazyky.

## Historie

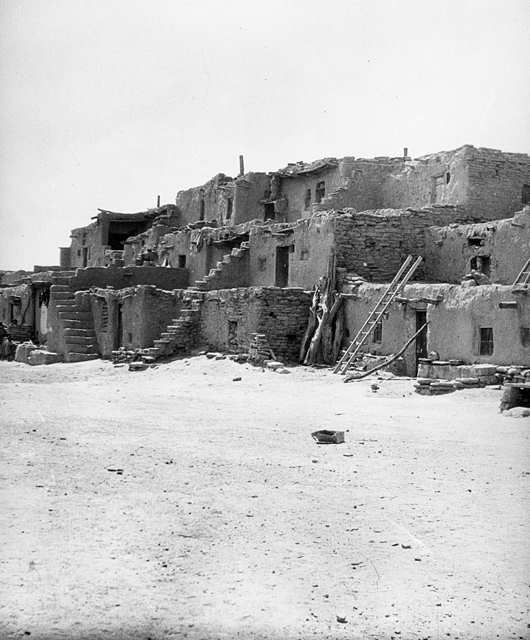
Vesnice Oraibi

Hopiové se prohlašují za potomky zaniklé civilizace Anasaziů. Tradičně vedli život usedlých zemědělců (pěstování kukuřice, dýní a fazolí na zavlažovaných políčkách v poušti, sběrem léčivé rostliny Thelesperma megapotamicum, jejíž žluté květy jsou vyobrazeny i na novodobé vlajce kmene), obývali velké osady tvořené několikapatrovými hliněnými domy, známé pod španělským výrazem pueblo. Autonymum Hopi pochází z výrazu Hopituh Shi-nu-mu (mírumilovní lidé), kterým se distancovali od svých kočovných sousedů.
Vesnice Oraibi byla založena asi v jedenáctém století, první písemná zmínka o ní, jejímž autorem je Francisco Vásquez de Coronado, pochází z roku 1540, takže patří k nejstarším souvisle obývaným místům v USA. Dalšími většími vesnicemi jsou Sichomovi a Tewa, které vznikly v roce 1680.

### Povstání
V roce 1680 vypuklo povstání Hopiů a okolních kmenů proti snahám Španělů o kolonizaci a christianizaci. Výsledkem bylo, že v roce 1700 Hopiové zničili misii v Awatovi a vybili místní indiánské konvertity. Hopiové pak byli uchráněni cizího vměšování až do druhé poloviny 19. století, kdy do jejich země pronikli Američané. V roce 1882 byla zřízena hopijská rezervace, v roce 1924 dostali její obyvatelé americké občanství a v roce 1934 byl přijat Indian Reorganization Act, zřizující domorodou samosprávu.

## Společnost
Vesnické domy ki‘hü, postavené místními muži, jsou dělané z hlíny a kamene. Dřevo totiž bylo velice vzácné. Jednotlivé domy byly v řadách nalepeny na sebe a každá řada představovala jeden klan. 
Klany, kterých bylo celkem dvacet čtyři, se dělily do devíti frátrií. Každý klan nesl své jméno, posvátné předměty a příbytek, kam se tyto předměty ukládaly. Jména klanů byla odvozena od zvířat, rostlin, přírodních objektů či duchů. Název frátrie byl odvozen od eponyma jednoho z klanů, který byl mytologicky nejvýznamnější. V každé vesnici bylo vůdčích klanů šest až osm a měly na starosti hlavní obřady a slavnosti. Úlohy klanů byly čistě praktické, např. zakládaly pole, kladly pasti na zvěř, čistily prameny, avšak funkce frátrií byla náboženská.

## Zemědělství a obživa
Nejdůležitější plodina, která tvořila největší část obživy, byla kukuřice, vedle ní pak ještě fazole, tykve, melouny či dýně. Podmínky pěstování v této oblasti nebyly příliš příznivé, dlouhou mrazivou zimu střídalo suché horko s následnými dešti, které byly doprovázené krutými bouřkami. Řešením byl zavodňovací systém ak-čin „ozdobená ústa“ v údolí řeky Owens, který sváděl vodu z celého území na vybraná pole. Později začali Hopiové sázet i broskvoně a meruňky.

Tkaní přikrývky v domě Hopi v Grand Canyon.

Avšak plošina mesy jim neposkytovala vše, co potřebovali, a proto cestovali za lovem, sběrem rostlin a minerálů. Chodili lovit divoké ovce nebo kácet duby, které využívali k výrobě nástrojů, či smrky pro výrobu masek kačin. Do Velkého kaňonu chodili pro sůl, žlutý okr a měděnou rudu pro její zelený pigment. Kolem řeky Colorado lovili antilopy, těžili bílý kaolin a kořeny yucca, kterými si myli vlasy. 

## Kultura
Hopiové žijí v klanech, které jsou matrilineární. Jejich náboženství je založeno na kultu stvořitele jménem Tawa, dalším božstvem je ztracený bílý bratr Pahana žijící v nebi a duchové zvaní kačina (kachina), spojující lidský svět s nadpřirozenem. Hopijská kosmogonie je založena na střídání světů způsobeném katastrofami, současná epocha je označována jako čtvrtý svět. Tradiční hopijské učení nabádající k respektu vůči všemu živému inspirovalo různá ekologická hnutí, Godfrey Reggio převzal titul svého filmu kritizujícího ničení životního prostředí Koyaanisqatsi právě z hopijského jazyka. Pro kulturu kmene Hopi je charakteristická vysoká úroveň uměleckých řemesel: stříbrotepectví, keramika, výroba figurek kačin z topolového dřeva.

Významnými osobnostmi v dějinách kmene byli atlet Lewis Tewanima (druhý v běhu na 10 km na OH 1912), armádní důstojník Emory Sekaquaptewa (první indiánský absolvent westpointské akademie), který sestavil první slovník hopijského jazyka, a právnička Diane Humetewa, soudkyně státu Arizona.

Tradiční účes svobodné dívky z kmene Hopi, okolo roku 1900

## Iniciace

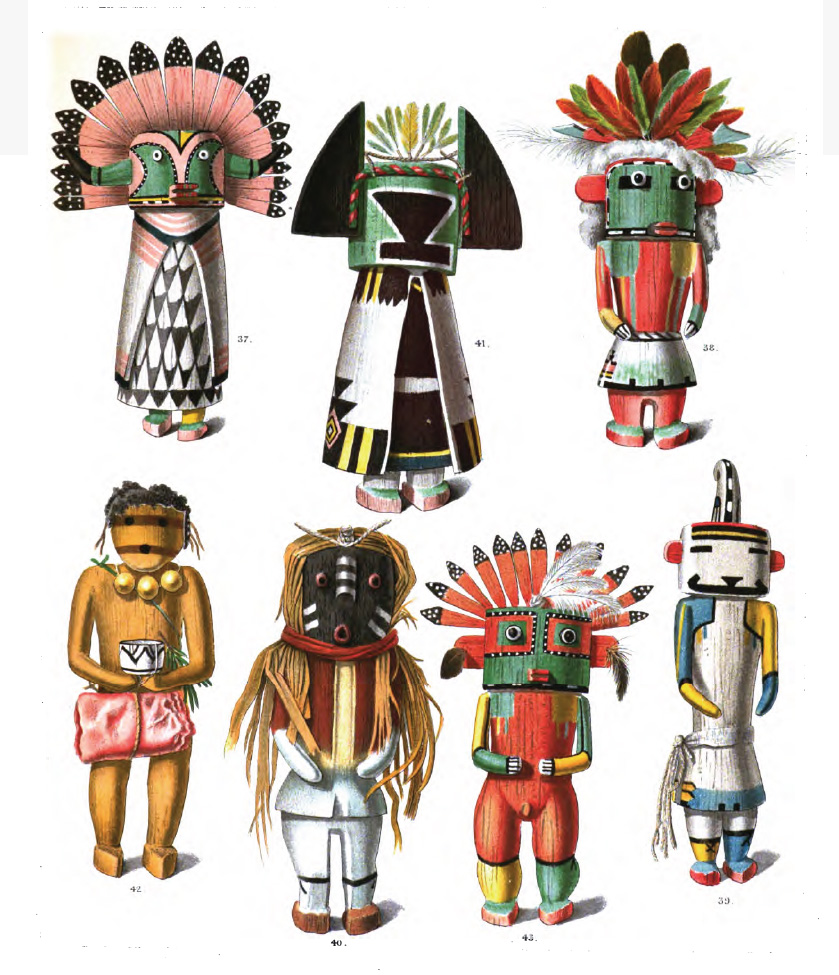
Figurky duchů kačiny

Chlapci začali s doprovázením otce na pole již v šesti letech. Učili se, jak správně pečovat o půdu a ovocné stromy a jak provádět rituály pro její úrodu. Učili se také loveckým dovednostem nebo tkalcovství. Nejdůležitější mužská dovednost však byl rituální tanec. Při iniciaci musel každý chlapec předvést řemeslo, kterému se naučil a součástí byl i společný lov s muži, při kterém chlapec poprvé zabil svého králíka. Vrcholem iniciace byla výprava pro sůl na dno Velkého kaňonu.
Dívky se učily domácím pracím, péči o dítě, přípravu pokrmů, rozeznávání a užívání bylin a divokých rostlin. Nejdůležitější však bylo mletí zrní a pečení placek. Iniciace dívek spočívala v tom, že již v deseti letech odešla dívka ke své „tetě“, kde celý den mlela mouku a na důkaz dospělosti jí „teta“ poprvé stočila vlasy do účesu žen. Ve čtrnácti letech podstoupila dívka další rituál, kdy z různých druhů kukuřice mlela mouku po čtyři dny a na konci upekla placky a uvařila buchty somi’viki a díky tomu dostala nové jméno. 

## Náboženství
Na jaře probíhal jeden cyklus slavností powa’mu, který měl vypudit zimu a připravit pole. Při této slavnosti uctívali boha klíčení mü‘yin᷉wa , který drží v ruce lodyhu kukuřice a v druhé rituální šípy s kropenkou na vodu. Na podzim započal druhý cyklus wü’wütҫim, který probíhal lovem zajíců a kouřením tabáku. Při obřadech se muži přestrojovali za duchy zemřelých kačina nebo za zvířata či neživé bytosti.